# 駐日リビア大使館
駐日リビア大使館（ちゅうにちリビアたいしかん、アラビア語: سفارة ليبيا في اليابان、英語: Embassy of Libya in Japan）は、リビアが日本の首都東京に設置している大使館である。在東京リビア大使館（アラビア語: سفارة ليبيا في طوكيو、英語: Embassy of Libya in Tokyo）とも呼ばれる。また、1980年から2011年にかけての名称は、大使館ではなく人民事務所であった。

## 沿革
- 1957年6月、日本がリビア王国と外交関係を樹立する[1]
- 1969年9月、ムアンマル・アル＝カッザーフィー（カダフィ）主導のクーデター（アラビア語版、英語版）によってリビアの王政が崩壊したが、日本との国交は継承[1]
- 1969年11月、リビアで暫定憲法が公布され、アル＝カッザーフィーを議長とする革命評議会が最高統治機関として君臨するリビア・アラブ共和国が成立する[1]
- 1971年8月、駐日リビア・アラブ共和国大使館（アラビア語: سفارة الجمهورية العربية الليبية في اليابان、英語: Embassy of the Libyan Arab Republic in Japan）が開館[1]
- 1977年3月、アル＝カッザーフィーがジャマーヒリーヤ宣言（人民主権確立宣言）を発表し、国名をリビア・アラブ社会主義人民ジャマーヒリーヤ国に改称する[1]
- 1977年3月、東京の大使館が駐日リビア・アラブ社会主義人民ジャマーヒリーヤ国大使館（アラビア語: سفارة الجماهيرية العربية الليبية الشعبية الاشتراكية في اليابان、英語: Embassy of the Socialist People's Libyan Arab Jamahiriya in Japan）に改称される[1]
- 1980年1月、東京の大使館が駐日リビア・アラブ社会主義人民ジャマーヒリーヤ国人民事務所（アラビア語: المكتب الشعبي للجماهيرية العربية الليبية الشعبية الاشتراكية في اليابان、英語: People's Bureau of the Socialist People's Libyan Arab Jamahiriya in Japan）に改組される[1]
- 1986年、国名が大リビア・アラブ社会主義人民ジャマーヒリーヤ国に改称され（「大」の追加）[2]、東京の人民事務所が駐日大リビア・アラブ社会主義人民ジャマーヒリーヤ国人民事務所（アラビア語: المكتب الشعبي للجماهيرية العربية الليبية الشعبية الاشتراكية العظمى في اليابان、英語: People's Bureau of the Great Socialist People's Libyan Arab Jamahiriya in Japan）に改称される
- 2011年8月、1969年のクーデターから42年間リビアを統治していたアル＝カッザーフィーが内戦により逃亡して反体制派のリビア国民評議会が首都トリポリを占領、リビア全土を掌握し、カダフィ政権が崩壊したが、日本との国交は継承[1]。日本政府は7月には国民評議会を正当な対話相手として承認していたが[3]、リビア大使館に掲揚される国旗も、8月22日にカダフィ政権の緑一色のものから、国民評議会が使用する王政時代の3色のものに差し替えられた[4]
- 2011年9月、国名がリビアに改称され、東京の人民事務所が駐日リビア大使館に改組される[1]

## 所在地
| 日本語 | 〒150-0034 東京都渋谷区代官山町10-14              |
| 英語   | 10-14, Daikanyama-chō, Shibuya-ku, Tokyo 150-0034 |

## 大使・書記
2022年6月15日より、アハメッド・S・A・アルナァース参事官が臨時代理大使を務めている。
ジャマーヒリーヤ体制下の人民事務所では、書記（英語: Secretary）または代理書記（書記代行、英語: Acting Secretary）が館長を務めていた。例えば、1989年2月に執り行われた昭和天皇の大喪の礼にリビア代表として参列したのは、駐日リビア人民事務所のターヒル・アリー・マルワーン（マルワン）代理書記である。

## 著名な在勤者
- 佐々木良昭 - 拓殖大学教授、東京財団政策研究所上席研究員、笹川平和財団シニア・アドバイザー
- アメッド・ムフター・ルフマ・ナイリ - 駐日全権公使兼臨時代理大使、明治大学軍縮平和研究所客員研究員、筑波大学北アフリカ地中海研究センター客員協力研究員